# Quatre Jours de Dunkerque 1957
La 3e édition des Quatre Jours de Dunkerque a eu lieu du 28 avril| au 1er mai 1957. Ses quatre étapes, dont un contre-la-montre individuel, forment un parcours total de 787 kilomètres. Toutes les étapes ont pour arrivée et départ Dunkerque. La première, longue de 230 kilomètres, est remportée par le Belge Julien Schepens, qui prend la tête du classement général ; la deuxième, 209 kilomètres, l'est par son compatriote Frans Schoubben ; la troisième, 209 kilomètres, l'est à nouveau par Julien Schepens ; enfin, la contre-la-montre individuel de 77 kilomètres de la 4e étape l'est par le Belge Jozef Planckaert qui remporte le classement général.

## Étapes
| \| Dunkerque \| Dunkerque, dans le Nord-Pas-de-Calais. |
| Dunkerque                                              |

Les quatre étapes ont pour arrivée et départ Dunkerque, et forment donc des boucles. La 4e est un contre-la-montre individuel.
| Étape,    | Date     | Villes étapes         |                             | Distance (km) | Vainqueur d’étape | Leader du classement général |
| --------- | -------- | --------------------- | --------------------------- | ------------- | ----------------- | ---------------------------- |
| 1re étape | 28 avril | Dunkerque - Dunkerque |                             | 230           | Julien Schepens   | Julien Schepens              |
| 2e étape  | 29 avril | Dunkerque - Dunkerque |                             | 209           | Frans Schoubben   | ?                            |
| 3e étape  | 30 avril | Dunkerque - Dunkerque |                             | 271           | Julien Schepens   | ?                            |
| 4e étape  | 1er mai  | Dunkerque - Dunkerque | Contre-la-montre individuel | 77            | Jozef Planckaert  | Jozef Planckaert             |

## Classement général
| Classement général final, | Classement général final, | Classement général final, | Classement général final, | Classement général final, |
|                           | Coureur                   | Pays                      | Équipe                    | Temps                     |
| ------------------------- | ------------------------- | ------------------------- | ------------------------- | ------------------------- |
| 1er                       | Jozef Planckaert          | Belgique                  | Peugeot-BP                | en 21 h 54 min 45 s       |
| 2e                        | Pierre Everaert           | France                    | Saint-Raphaël             | + 2 min 1 s               |
| 3e                        | Jean Stablinski           | France                    | Essor                     | + 2 min 30 s              |
| 4e                        | Julien Schepens           | Belgique                  |                           |                           |
| 5e                        | Gerrit Voorting           | Pays-Bas                  |                           |                           |
| 6e                        | Leo van der Pluym (nl)    | Pays-Bas                  |                           |                           |
| 7e                        | Joseph Groussard          | France                    |                           |                           |
| 8e                        | Martin Van Geneugden      | Belgique                  |                           |                           |
| 9e                        | Yvo Molenaers             | Belgique                  |                           |                           |
| 10e                       | Germain Derijcke          | Belgique                  | Faema                     |                           |
| modifier                  |                           |                           |                           |                           |